# ماجد السيد أحمد
ماجد السيد أحمد هو عقيد في الجيش السوري الحر انشق عن الجيش السوري في وقت مبكر من الثورة السورية. كان يشغل منصب رئيس قسم العمليات على الجبهة الجنوبية وهو أيضا رئيس لواء مغاوير الغوطة. انتُخب في منصبه الحالي في كانون الأول/ديسمبر 2012 خلال مؤتمر عُقد في تركيا.